# Selfie (Lied)
#Selfie (stilisiert als #SELFIE) ist ein Lied des US-amerikanischen DJ-Duos The Chainsmokers. Es wurde am 28. Januar 2014 veröffentlicht und verkaufte sich in den Vereinigten Staaten bis Juni 2014 865.000 mal. Im August 2014 wurde #Selfie von der Recording Industry Association of America mit einer Platin-Schallplatte ausgezeichnet.

## Hintergrund
Das Wort Selfie war im Jahr 2013 allgegenwärtig, das Oxford English Dictionary wählte dieses Wort zum Wort des Jahres. Daraufhin wurden die beiden DJs Andrew Taggart und Alex Pall, die gemeinsam das Musikduo The Chainsmokers bilden, auf das Wort aufmerksam, beschlossen, darüber ein Lied zu schreiben und nahmen eine Demo auf, in der eine weibliche Clubgängerin einen Monolog darüber hält, wie man gute Selfies fotografiert. Die Inspiration dafür erhielt das Duo von den feiernden Frauen, die sie bei ihren nächtlichen Ausflügen in New York City trafen. Laut Aussage des Duos, wurde #Selfie ursprünglich nur aus Spaß geschrieben, doch Steve Aokis Label Dim Mak Records wurde auf den Song aufmerksam und veröffentlichte ihn.

## Musikalisches und Inhalt
#Selfie ist ein, bis auf die gesprochenen Strophen, instrumentales Electro-House-Lied. Die weibliche Stimme in dem Lied stammt von Alexis Killacam, einer nahestehenden Freundin der Chainsmokers. Der Liedtext von #Selfie behandelt eine narzisstische junge Frau in einem Club, welche vermutlich in einem Monolog zu ihren Freunden spricht. Sie spricht über die Aufnahme von Selfies und dem Hochladen dieser auf ihren Instagram-Account, außerdem kritisiert sie andere Leute in diesem Club und deren Outfit. Des Weiteren spricht sie über einen Mann namens Jason, für den sie zu schwärmen scheint. Die Monologe enden jeweils mit dem Satz „Let me take a selfie“. Der Songtext enthält einige kulturelle Bezüge, zum Beispiel zu Instagram oder Lana Del Reys Lied Summertime Sadness.

## Formate
- Download

1. #Selfie – 3:03

- Single-CD Deutschland[6]

1. #Selfie (Original Mix) – 3:04
2. #Selfie (Club Mix) – 4:01

- The Remixes[7]

1. #Selfie (Botnek Remix) – 3:36
2. #Selfie (Will Sparks Remix) – 3:52
3. #Selfie (Caked Up Remix) – 3:15

## Musikvideo
Mit der Internet-Marketingfirma TheAudience entwarfen die Chainsmokers ein Social-Media-Konzept zu dem Lied. Sie starteten einen Aufruf zur Einsendung von Selfies, um sie in das Musikvideo einzubauen. Dafür erstellten sie ein Anleitungsvideo bei YouTube. Innerhalb einer Woche gingen daraufhin 2000 Bilder ein. Neben den ausgewählten Fanschnappschüssen waren auch Selbstaufnahmen von Steve Aoki, A-Trak, Snoop Dogg, Ian Somerhalder und David Hasselhoff im Video zu sehen. Die Handlung des Videos spiegelt sich mit dem Inhalt des Liedes wider, eine Junge Frau steht neben ihrer Freundin vor einem Spiegel in einem Club, hält einen Monolog und knipst Selfies. Gespielt wird die Frau in dem Video jedoch nicht von Alexis Killacam, welche den Text eingesprochen hatte, sondern von dem US-amerikanischen Modell Lindsey Diane. Aktuell (Stand Juni 2017) wurde das Video bei YouTube über 500 Millionen Mal aufgerufen.

## Kritiken
#Selfie wurde überwiegend negativ bewertet. Die Süddeutsche Zeitung nannte den Song einen „schön belämmerten Sommerhit“, kritisierte aber die Ähnlichkeit zu We No Speak Americano. Miley Raymer vom Chicago Reader bezeichnete den Song als „Müll“ und „einfallslos“ und kritisierte, dass der Song nur da ist, um das Internetphänomen Selfie zu fördern. Natasha Shankar von SheKnows Media bezeichnete #Selfie als „Standard Club-Song“.

## Kommerzieller Erfolg

### Chartplatzierungen
Nachdem #Selfie in der ersten Woche 9.000 mal verkauft wurde, erreichte das Lied Platz 19 der Billboard Hot Dance/Electronic Songs. In der darauf folgenden Woche verkaufte sich das Lied weitere 53.000 Stück und debütierte dadurch auf Platz 55 der Billboard Hot 100. Es ist somit der erste Charterfolg der Chainsmokers in den Vereinigten Staaten. Die höchste Platzierung wurde mit Platz 16 erreicht, insgesamt konnte sich das Lied elf Wochen in diesen Charts halten. Bis Juni 2014 verkaufte sich #Selfie 865.000 mal. Im August 2014 wurde #Selfie von der Recording Industry Association of America mit einer Platin-Schallplatte ausgezeichnet. Bei den Teen Choice Awards 2014 war das Lied in der Kategorie Choice Music: EDM Song nominiert.
Im Vereinigten Königreich erreichte #Selfie Platz 11 und blieb 16 Wochen in den britischen Singlecharts. Für über 200.000 verkaufter Exemplare wurde das Lied von der British Phonographic Industry mit einer silbernen Schallplatte ausgezeichnet. In Deutschland und der Schweiz erreichte das Lied Platzierungen in den 30ern, in Österreich erreichte #Selfie mit Platz 16 die Top 20. Eine Nummer-eins-Platzierung gelang dem Song in Finnland}, Top-10-Platzierungen wurden in Australien, Dänemark, Norwegen und Schweden erreicht.
| ChartsChartplatzierungen       | Höchstplatzierung | Wochen |
| ------------------------------ | ----------------- | ------ |
| Deutschland (GfK)              | 38 (22 Wo.)       | 22     |
| Österreich (Ö3)                | 16 (19 Wo.)       | 19     |
| Schweiz (IFPI)                 | 33 (6 Wo.)        | 6      |
| Vereinigte Staaten (Billboard) | 16 (11 Wo.)       | 11     |
| Vereinigtes Königreich (OCC)   | 11 (13 Wo.)       | 13     |

### Auszeichnungen für Musikverkäufe
#Selfie wurde bisher weltweit mit 1× Silber, 3× Gold und 7× Platin ausgezeichnet. Damit wurde die Single laut Auszeichnungen über 1,7 Millionen Mal verkauft.
| Land/Region                  | Auszeichnungen für Musikverkäufe (Land/Region, Auszeichnung, Verkäufe) | Verkäufe  |
| ---------------------------- | ---------------------------------------------------------------------- | --------- |
| Australien (ARIA)            | Platin                                                                 | 70.000    |
| Brasilien (PMB)              | Gold                                                                   | 30.000    |
| Deutschland (BVMI)           | Gold                                                                   | 150.000   |
| Italien (FIMI)               | Platin                                                                 | 50.000    |
| Kanada (MC)                  | Platin                                                                 | 80.000    |
| Neuseeland (RMNZ)            | Gold                                                                   | 7.500     |
| Schweden (IFPI)              | 3× Platin                                                              | 120.000   |
| Vereinigte Staaten (RIAA)    | Platin                                                                 | 1.000.000 |
| Vereinigtes Königreich (BPI) | Silber                                                                 | 200.000   |
| Insgesamt                    | 1× Silber · 3× Gold · 7× Platin ·                                      | 1.707.500 |

Hauptartikel: The Chainsmokers/Auszeichnungen für Musikverkäufe

### Auszeichnungen für Musikstreaming
| Land/Region     | Auszeichnungen für Musikverkäufe (Land/Region, Auszeichnung, Verkäufe) | Verkäufe  |
| --------------- | ---------------------------------------------------------------------- | --------- |
| Dänemark (IFPI) | Platin                                                                 | 2.600.000 |
| Insgesamt       | 1× Platin ·                                                            | 2.600.000 |

Hauptartikel: The Chainsmokers/Auszeichnungen für Musikverkäufe

## #Suglie
Das deutsche YouTube-Trio Y-Titty parodierte das Musikvideo unter dem Titel #Suglie (eine Verschmelzung der Begriffe Selfie und ugly (engl. für hässlich)) und erreichte mit seinem Video über 3,8 Millionen Youtube-Klicks. Hierbei wurde von Y-Titty für den 9. April 2014 auch der Suglie-Tag ausgerufen, der zu einem Webtrend wurde.
Bei dem Suglie geht es darum, ein hässliches Selfie von sich zu schießen und dieses im Internet auf Social-Media-Plattformen wie Twitter oder Facebook zu veröffentlichen.